# Udava
Udava je přírodní rezervace v oblasti Poloniny.
Nachází se v pohoří Bukovské vrchy v Národním parku Poloniny v katastrálním území obcí Osadné a Hostovice v okrese Snina v Prešovském kraji. Území bylo vyhlášeno či novelizováno v letech 1982, 2005 na rozloze 391,98 ha. Ochranné pásmo nebylo stanoveno.
V rezervaci se nachází pramenná oblast říčky Udava a tvoří jednu z nejcennějších částí Národního parku Poloniny a zároveň jedno z nejzachovalejších území na Slovensku. 
PR byla vyhlášena k zajištění ochrany přírodních procesů a neomezeného vývoje rostlinných a živočišných společenstev a lesních porostů bukového a jedlově-bukového lesního vegetačního stupně, nacházejících se na území Bukovských vrchů. 